# 今野要子
今野 要子（こんの ようこ、5月28日 - ）は、日本のフリーアナウンサー。

## 来歴・人物
かつしかFMでアナウンサーとしてデビュー。
2001年6月に退社後、フリーアナウンサーとして活動を開始した。
金田朋子のアシスタントとして出演する金田朋子のミニミニミクロ電子幼稚園では番組進行を務める。
また、堀江由衣の天使のたまご内コーナー「天たま軽音部」で結成されたバンド黒薔薇保存会では「ゼメエル」としてコーラスを担当する。
オリーブオイルについて造詣が深く、日本オリーブオイルソムリエ協会認定オリーブオイルソムリエの資格を持つ。

## 出演番組・作品

### ラジオ
- 金田朋子のミニミニミクロ電子幼稚園
- 堀江由衣の天使のたまご
- eXtendedMusic

### CD
- 飛べない天使／Flower （黒薔薇保存会）
- 花火／満天プラネタリウム （黒薔薇保存会）
- BLUE HEAVEN （黒薔薇保存会)
- レッドシグナル (黒薔薇保存会)